# Ángel de la Independencia
Pour les articles homonymes, voir Monument à l’Indépendance.

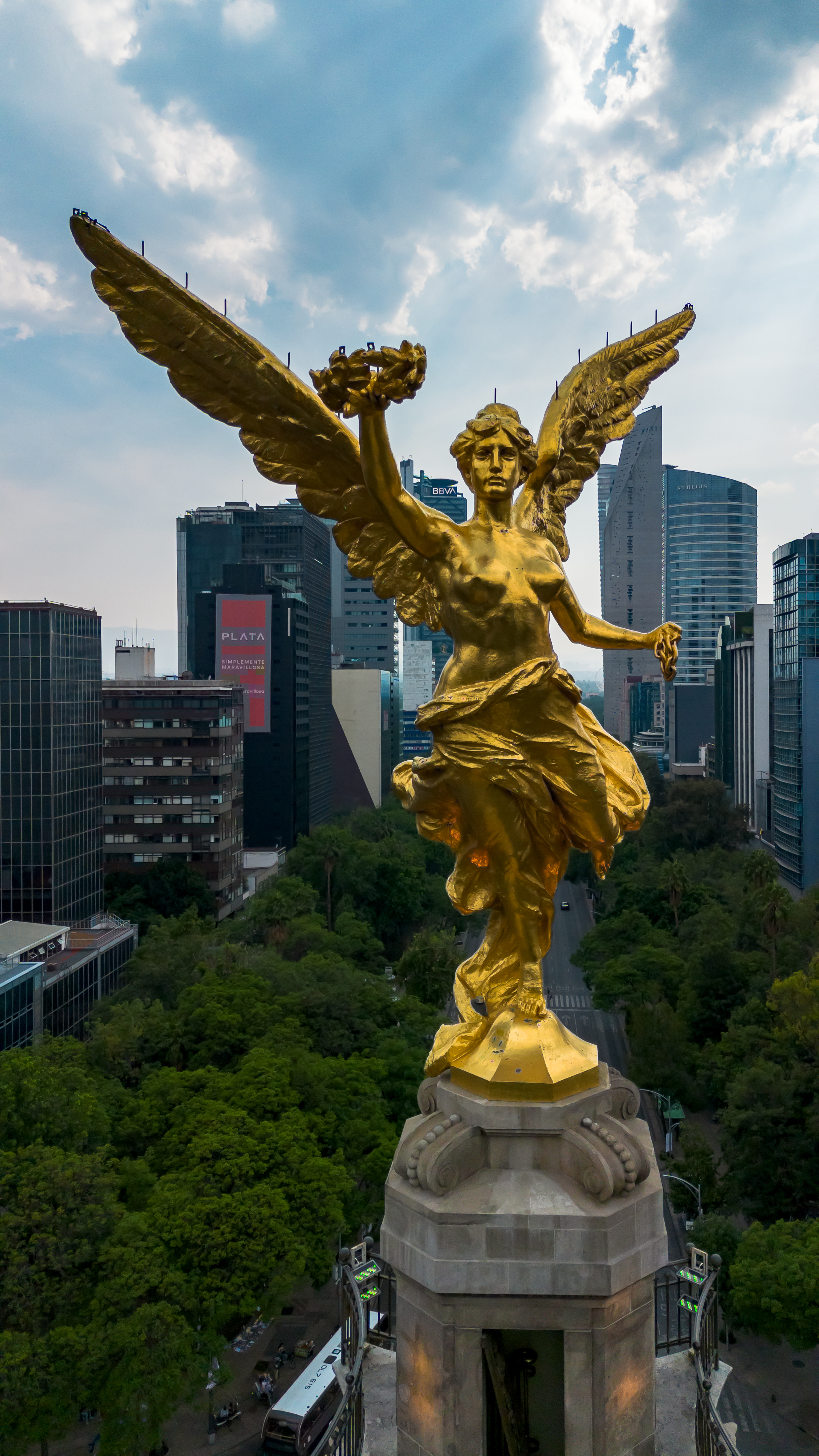
L'ange de l'indépendance.

El Ángel de la Independencia (« L'Ange de l'Indépendance ») est une colonne sise sur un rond-point du centre de Mexico sur l'avenue Paseo de la Reforma. 
La colonne mesure 36 mètres, et la statue à son sommet, qui pèse 7 tonnes pour 6,7 mètres de hauteur, est faite bronze couvert de feuilles d'or. L'ensemble mesure 45 mètres, en comptant la base.
El Ángel a été inauguré le 16 septembre 1910 par le président Porfirio Díaz pour la célébration du centenaire du début de l'indépendance du Mexique. 
En 1925, l'édifice est transformé en mausolée ; sa base renferme les restes des héros de l'indépendance du Mexique :
- Juan Aldama ;
- Ignacio Allende ;
- Nicolás Bravo (1786-1854) ;
- Vicente Guerrero ;
- Miguel Hidalgo y Costilla ;
- José Mariano Jiménez (en)[1], (18 août 1781 – 26 juin 1811) ;
- Mariano Matamoros[2], (14 août 1770 – 3 février 1814) ;
- Francisco Javier Mina[3], (15 décembre 1789 – 11 novembre 1817) ;
- José María Morelos y Pavón ;
- Andrés Quintana Roo ;
- Leona Vicario ;
- Guadalupe Victoria.

L'Angel de la Independencia a été endommagé par le séisme de 2017 dans l'État de Puebla.
Le 11 septembre 2019, les travaux de rénovation démarrent, par l'installation d'un échafaudage qui permet aux experts de mener des analyses scientifiques de l'intérieur et de l'extérieur de l'ouvrage, afin de pouvoir planifier intégralement la restauration de la structure du bâtiment.
L'Angel est fermé pour une période indéterminée depuis le 17 août 2019, après avoir été vandalisé la veille par des anarcha-féministes durant des manifestations (un mouvement qui réclamait l'ouverture d'enquête sur des viols présumés commis par des policiers municipaux de Mexico sur des femmes et des jeunes filles).